# 先贤掸
先贤掸（？—前34年），匈奴日逐王，栾提氏，左大將之子，车犁单于之弟。祖父为且鞮侯单于，伯父狐鹿姑单于。
前96年，且鞮侯单于死后，其父左大将被匈奴贵人拥立为单于，但左大将让位于狐鹿姑单于，自任左贤王，相约以单于位相传。先贤掸之父死后，狐鹿姑单于背约，把自己的儿子立为左贤王，以先贤掸为日逐王，不得代父职。
先贤掸怀怨，与右贤王屠耆堂不睦，前60年，虚闾权渠单于死，屠耆堂为握衍朐鞮单于。先贤掸率领其部属数万骑归顺汉朝。汉宣帝令郑吉发渠犁、龟兹诸国5万人前去迎接，汉宣帝封日逐王先贤掸为归德侯，食邑二千二百五十户。在位26年，谥号靖，其子富昌嗣位。